# Dobrzykowo (województwo pomorskie)
Dobrzykowo (kaszb. Dobrzëkòwò, niem. Ulrichshof) – osada w Polsce położona w województwie pomorskim, w powiecie słupskim, w gminie Dębnica Kaszubska. Miejscowość wchodzi w skład sołectwa Dębnica Kaszubska.
W latach 1975–1998 miejscowość administracyjnie należała do województwa słupskiego.

## Nazwa
Nazwa miejscowości jest tzw. chrztem nazewniczym i ma charakter pseudodzierżawczy. Powstała przez dodanie do nazwy osobowej *Dobrzyk (Dobrosław) formantu -owo. Pierwotna niemiecka nazwa Ulrichshof, wzmiankowana po raz pierwszy w 1935, ma charakter pamiątkowy i jest zestawieniem dwóch członów: nazwy osobowej Ulrich i nazwy pospolitej Hof „zagroda, folwark”.
Rada Języka Kaszubskiego proponuje opartą na polskiej kaszubską formę nazwy Dobrzëkòwò.